# Bernard Faucon
Bernard Faucon est un photographe et plasticien français né le 12 septembre 1950 à Apt appartenant au mouvement du néoromantisme. Il est l'un des premiers artistes à explorer les grandes mises en scène photographiques.
Il reçoit le Grand Prix national de la photographie en 1989.

## Biographie
Issu d'une famille de grands faïenciers d'Apt, les Bernard & Faucon, il refuse de prendre la succession, se lance dans des études de philosophie et étudie, même un temps, la théologie. C'est la période pendant laquelle il se passionne pour la peinture, qu’il place alors au-dessus de la photographie qu'il pratiquait depuis l'âge de 14 ans.
Dans les années 1970, le hasard lui permet de s'intéresser au commerce de mannequins d'enfants des années 1930. Il commence à les photographier, vers 1974. Cette série d'œuvres intitulée Les Grandes Vacances, qui montre des groupes de mannequins d'enfants habillés et installés dans des mises en scènes très étudiées, parfois accompagnés de quelques enfants réels, le rend célèbre.
Cette œuvre inaugure à l'époque un genre encore peu exploré, celui de la mise en scène photographique.
Par la suite, son travail a évolué vers des formes plus épurées, exprimant l'absence, la mélancolie et l'échec du désir : dans les années 1980, les Chambres d'amour puis les Chambres d'or montrent des pièces aménagées dans de vieilles maisons en ruine, sans présence humaine hormis quelques évocations furtives ou fondues dans le décor. À la fin des années 1980, la série des Idoles et sacrifices oppose à des paysages ensanglantés, des quasi monochromes dorés qui montrent de jeunes adolescents au regard fixe, hypnotisé par un feu (hors champs). L'ombre du corps fortement présente derrière chacun d'entre eux (et particulièrement soulignée dans l'édition japonaise du catalogue de l'exposition) figure sans doute l'enfance qu'on laisse derrière soi quand on rencontre le désir qui mène à la perte de l'innocence.
Au début des années 1990, il photographie une série de paysages où sont installées, en lettres brillantes, des phrases exprimant le désenchantement et les regrets.
Enfin, il termine son œuvre entre 1993 et 1995, par une série de « paysages » humains, intitulée La Fin de l'image : des photographies en très gros plan de corps d'enfants, de telle sorte qu'il soit difficile de déterminer quelles parties sont représentées. À même leur peau sont écrites en lettres blanches des phrases que l'artiste décrit lui-même comme « des paroles murmurées, des formules sibyllines qui cachent d'énormes évidences, indécences. »
Après cette dernière série, Bernard Faucon décide de suspendre son œuvre. Il poursuit néanmoins de 1997 à 2000 un projet intitulé Le Plus Beau Jour de ma jeunesse avec des jeunes filles et jeunes gens de plus de vingt pays, invités à mettre en scène ce plus beau jour.

### Plaintes le visant pour violences sexuelles
En 2024, il est accusé de violences sexuelles : trois hommes, mineurs au moment des faits allégués qui se seraient produits dans les années 1980, ont déposé plainte contre lui.
Les plaintes visent aussi le chef opérateur Jean-Claude Larrieu et Christian Caujolle, ancien directeur photo de Libération.
Les gendarmes d'Apt ont ouvert une enquête ; les plaignants auraient eu respectivement 16, 11 et 15 ans au moment des faits allégués.

## Œuvre
Bernard Faucon a du mal à se présenter comme un photographe ou un plasticien, préférant parler de démarche poétique. Le temps qui passe, l'angoisse du voyage et le vertige du désir sont ses formulations. Il a souvent exprimé son travail photographique sous forme de séries de mises en scène, rendant explicite sa vision du monde qui l'entoure, car il se situe au centre de tout. Ces mises en scène, événements uniques et « petites stations sur l'océan du temps », sont vite démontées après le déclic. Peu passionné par les expositions et la culture en général, ses sources sont sa propre vie, ses rencontres, ses fascinations et ses envies.

### Thèmes artistiques
L'ensemble de son œuvre, de 1976 à 1995, s'articule autour de sept grands thèmes : Les Grandes Vacances, Évolution probable du Temps, Les Chambres d'amour, Les Chambres d'or, Les Idoles et les Sacrifices, Les Écritures et La Fin de l'image.

## Expositions
Une rétrospective de l'œuvre de Bernard Faucon est organisée à la Maison européenne de la photographie (MEP) à Paris du 7 décembre 2005 au 7 mars 2006,. La dimension des tirages photographiques était de 60 × 60 cm. Le choix du tirage quadrichrome au procédé charbon direct appelé procédé Fresson (charbon et pigmentation sur gélatine déposée sur le papier) créait un effet visuel proche du pointillisme.
La galerie VU a organisé cinq rétrospectives de son œuvre dans le cadre d'expositions collectives. En 2009, « Djân. Atiq Rahimi et les artistes de la Galerie VU » suivi de « Tout l'univers… », en 2006, « 80+80, photo-graphisme », et en 2005, « Le Temps », suivi de « Accrochage d'été ».
En 2009, il est exposé aux Rencontres d'Arles.
En 2014, il est exposé à artgenève par la galerie Patrick Gutknecht puis à la galerie Patrick Gutknecht  pour l'exposition « Fictions vraies de Bernard Faucon ».
Depuis 2019, une salle permanente lui est consacrée au Chengdu Contemporary Image Museum (en) (Chine), qui comprend une exposition de ses œuvres, une installation  évoquant son « cabanon » provençal, et un film biographique.

## Publications
Source
- Rescapés, textes d'Anaël Pigeat, éditions De l'Œil, 2016
- Été 2550, Actes Sud, 2009
- Le Tour du monde, éditions De l'Œil, 2008
- Bernard Faucon, Actes Sud, 2005
- Atelier Faucon à Pingyao, éditions De l'Œil, 2004
- Une singulière gourmandise, avec un texte de Hervé Guibert, William Blake & co, 2003
- Le Plus Beau Jour de ma jeunesse, éditions de l'Imprimeur, 2000
- La Plus Belle Route du monde, avec un texte d'Antonin Potoski[21], éditions P.O.L., 2000
- La Peur du voyage, William Blake & co, 1999
- La Fin de l'image, William Blake & co, 1997
- Alcobas de Amor, William Blake & co, 1997
- Les Chambres d'amour, William Blake & co, 1997
- Les Écritures, William Blake & co, 1993
- Tables d'amis, William Blake & co, 1991
- Les Grandes Vacances, éditions Herscher, 1980

## Influences
Les photographies de Bernard Faucon ont inspiré la série télévisée The Fuccons - Oh! Mikey de la télévision japonaise. Celle-ci présente les aventures de la famille Fuccons, des Américains installés au Japon, tous les personnages étant joués par des mannequins.
Dans le numéro des Inrockuptibles du 2 octobre 2019, dont il est le rédacteur en chef invité, Christophe Honoré déclare : « Les photographies de Bernard Faucon m’accompagnent depuis mon adolescence. Elles ont inspiré de nombreux plans de mes films. »

## Réception critique
« Jouant de la dialectique du dehors et du dedans, alternant la magie de l'évanescence et du concret, le monde de Faucon a toujours quelque chose d'éminemment fragile et de farouche, mais l'artiste a le courage d'affronter un mur neutre, peint en bleu, au pied duquel il dépose des dunes de neige, des fleurs de cerisier, des draps défaits... Cage, miroir à deux faces ou chambre de torture, chaque image offre un nouveau paysage, contient un monde imprévu ou traduit une fable épurée. Fabriquant de métaphores illogiques et secrètes, il prend la lumière pour acteur principal et se livre à autant de variations émues sur le désir, la nostalgie, la hantise du départ ou la trahison que marquent le tracé d'une ombre ou les reliefs d'une explosion. »

— Patrick Roegiers, Le Monde, juin 1986

« Vos photos sont merveilleuses, pour moi, c’est ontologiquement (si vous permettez ce mot pédant) la photo même, dans la limite qui en dit l’être : la fascination. Merci. »

— Lettre de Roland Barthes, 1979

### Filmographie
- Bernard Faucon, par Jean-Claude Larrieu, 1980
- Le Procédé Fresson, par Jean Réal, avec Bernard Faucon, Bernard Plossu et John Batho, 1986
- Bernard Faucon, photographe, par Jean Réal, 1989
- Bernard Faucon, fables, par Jean Réal, 1990
- La Liquidation du cabanon, par Jean-Claude Larrieu, 2005
- Les Grandes Vacances : une vie de Bernard Faucon, par Camille Ponsin et Arthur Dreyfus, 2019